# Hugh Hudson
Hugh Hudson   (West End, 25 d'agost de 1936 - Charing Cross Hospital, 10 de febrer de 2023) fou un director de cinema anglès, nominat a un premi Oscar al millor director.

## Biografia
Hudson nasqué a Londres i fou el fill major de Michel Donaldson-Hudson i Jacynth Ellerton, propietaris grangers del comtat de Cheswardine Hall, Shopshire. Estudià al Eton College.
A la dècada dels 60, Hudson creà una companyia de documentals juntament amb els seus socis Robert Brownjohn i David Camell. De les seves mans, aparegueren els guardonats documentals "A for Apple" i "The Tortoise and the Hare". Associat amb Ridley Scott realitzà avisos comercials per a televisió. El 1975 fundà Hudson Film i es dedicà a la producció.
Aquest èxits animaren Hudson a entrar al món del cinema. La seva primera col·laboració seria com a director de la segona unitat de l'obra d'Alan Parker L'express de mitjanit. Però amb l'ajuda del productor David Puttnam, Hudson pogué fer realitat un dels seus major somnis i, a la fi, un dels seus millors treballs, Carros de foc (1981). La pel·lícula narra la història de dos corredors britànics, un devot cristià i l'altre jueu, als Jocs Olímpics de 1924. El film suposà un impols de la indústria del cinema britànic i guanyaria quatre Oscars, entre ells el de la millor pel·lícula. Hudson obtindria una nominació com a millor director, però no guanyaria l'estatueta.
Després d'aquest gran èxit, les posteriors produccion de Hudson incloen Greystoke, la llegenda de Tarzan (1984) o Revolució (1985), de temàtica situada a la Guerra de la Independència Espanyola i que suposà un fracàs al seu debut a Hollywood.
Posteriorment, realitzaria altres títols com ara Nous rebels (1989), Els secrets de la innocència (1999) i Vaig somiar amb Àfrica (2000). Entre els seus projectes, figuren la realització d'una història èpica sobre el faraó Akhenaton i la seva esposa Nefertiti, així com l'adaptació del llibre de Haruki Murakami ''Tokio blues (Norwegian Wood) i la de George Orwell Homenatge a Catalunya, protagonitzada per Colin Firth, Geoffrey Rush i Gérard Depardieu.
La seva primera dona fou la pintora Susan Michie i des de 2003, està casat amb l'actriu Maryam d'Abo.

## Filmografia
Com a director:
- The Tortoise and the Hare (curt) (1967) també com a guionista
- Fangio (1975) - també com a guionista
- Chariots of Fire  (1981)
- Greystoke, la llegenda de Tarzan (Greystoke: The Legend of Tarzan, Lord of the Apes) (1984) també productor
- Revolució (Revolution) (1985)
- Kinnock - The Movie sobre el procés d'elecció del candidat del Partit Laborista britànic (1987)
- Nous rebels (Lost Angels) (1989)
- Lumière i Companyia (1995) (un dels 41 directors)
- Els secrets de la inocència (My Life So Far) (1999)
- El somni d'Àfrica (I Dreamed of Africa) (2000)

## Premis i nominacions

### Nominacions
- 1967. BAFTA al millor curtmetratge per The Tortoise and the Hare
- 1981. Palma d'Or per Carros de foc
- 1982. Oscar al millor director per Carros de foc
- 1982. BAFTA al millor director per Carros de foc
- 1984. Lleó d'Or per Greystoke, la llegenda de Tarzan
- 1985. César a la millor pel·lícula estrangera per Greystoke, la llegenda de Tarzan
- 1989. Palma d'Or per Lost Angels[3]